# Город в огне (фильм, 1987)
«Город в огне» (иер. трад. 龍虎風雲, упр. 龙虎风云, кант.-рус.: Лун фу фун вань, англ. City on Fire) — гонконгский криминальный драматический кинобоевик 1987 года, снятый режиссёром Ринго Ламом по сценарию Томми Сама. Главные роли исполнили Чоу Юньфат, Дэнни Ли и Сунь Юэ.

## Сюжет
Полицейский инспектор Коу Чхау работает под прикрытием. Кем он является на самом деле знает только его дядя Лау, полицейский инспектор. Коу хочет уволиться, чтобы заняться личной жизнью и наладить отношения со своей девушкой Хун. Однако дядя уговаривает Коу провернуть последнее дело, которое заключается во внедрении в банду, грабящую ювелирные магазины. Всё идёт по плану, но в участок присылают молодого и амбициозного инспектора Джона Чаня, который начинает мешать проведению операции. Ситуация осложняется ещё и тем, что Коу сближается с членом банды Фу и всё чаще начинает понимать, что предать того в конце операции будет очень сложно.

## В ролях
- Чоу Юньфат — Коу Чхау
- Дэнни Ли[англ.] — Фу
- Сунь Юэ[англ.] — инспектор Лау Тинкуон
- Кэрри Ын — Хун
- Рой Чён[англ.] — инспектор Джон Чань Чонсёнь
- Лау Кон[англ.] — полицейский суперинтендант Чау
- Паркман Вон[кит.] — подчинённый инспектора Лау
- Томми Вон[кит.] — подчинённый инспектора Лау
- Фон Е — Нам
- Джо Чю[кит.] — Джо
- Чань Чифай[кит.] — Тайсон
- Виктор Хонь — Пиу
- Элвис Чхёй[англ.] — Лань Минва

## Награды и номинации
| Категория                         | Лауреат                    | Результат |
| --------------------------------- | -------------------------- | --------- |
| Лучший фильм                      | Ринго Лам                  | Номинация |
| Лучшая режиссура                  | Ринго Лам                  | Победа    |
| Лучшая мужская роль               | Чоу Юньфат                 | Победа    |
| Лучшая мужская роль               | Дэнни Ли                   | Номинация |
| Лучшая женская роль второго плана | Кэрри Ын                   | Номинация |
| Лучший сценарий                   | Томми Сам                  | Номинация |
| Лучшая киномонтажная работа       | Вон Минлам                 | Номинация |
| Лучший художник-постановщик       | Лук Чифун                  | Номинация |
| Лучшая музыка к фильму            | Тедди Робин                | Номинация |
| Лучшая песня                      | Тедди Робин, Мария Кордеро | Номинация |

| Категория                            | Лауреат     | Результат |
| ------------------------------------ | ----------- | --------- |
| Лучшая оригинальная песня для фильма | Тедди Робин | Номинация |

## Влияние
Квентин Тарантино использовал сюжет «Города в огне» в своём дебютном фильме «Бешеные псы» (1992), который так же рассказывает о внедрённом полицейском.